# Seznam častnih občanov Občine Kočevje
Seznam častnih občanov Občine Kočevje je urejen kronološko:
- 1969: Edvard Kardelj
- 1973: Milan Škerlovaj - Petrač
- 1981: Ivan Maček Matija
- 1983: Marjan Brecelj, Josip Vidmar, Franjo Lubej, Zoran Polič, Josip Rus, Božidar Jakac, Bogdan Osolnik
- 1985: Jože Boldan Silni, Andrej Lev Cetinski, Jože Ožbolt
- 1987: Franjo Zdravič
- 1996: Tatjana Jakac
- 1998: Kare Stokke
- 2000: Stanislav Jarm
- 2001: Miloš Humek
- 2005: Anton Prelesnik
- 2007: Franci Korelc
- 2008: Stanislav Rančigaj
- 2009: Alojz Hočevar
- 2010: Mihael Petrovič
- 2011: Srečko Kovačič
- 2012: Saša Bižal
- 2015: Janez Černač